# گمینا زاویخوست
گمینا زاویخوست (به لهستانی:  Gmina Zawichost) یک گمینا در لهستان است که در شهرستان ساندومیژ واقع شده‌است. گمینا زاویخوست ۸۰٫۱۹ کیلومتر مربع مساحت و ۴٬۶۲۰ نفر جمعیت دارد.